# Cristian González (1996)
Cristian Marcelo González Tassano (Montevideo, 23 juli 1996) is een Uruguayaans voetballer die als centrale verdediger of rechtsachter speelt. Hij heeft ook een Italiaans paspoort.

## Carrière
Cristian González speelde in de jeugd van CA Peñarol en Danubio FC. Hij speelde van 2015 tot 2016 twee seizoenen voor Danubio FC, waarmee hij ook in de Copa Libertadores speelde. In 2016 vertrok hij naar Sevilla FC, waar hij één wedstrijd op de bank zat. González kwam niet in actie voor het eerste elftal, en speelde zodoende met het tweede elftal in de Segunda División A. In het seizoen 2018/19 werd hij aan FC Twente verhuurd. Met de club werd hij kampioen van de Eerste divisie. In het seizoen 2019/20 was hij op huurbasis actief voor CD Mirandés in de Segunda División A, maar omdat hij zijn basisplaats snel kwijtraakte en weinig meer aan spelen toekwam werd deze verhuurperiode halverwege het seizoen afgebroken. Hierna werd hij voor een jaar aan het Argentijnse CA Rosario Central verhuurd, wat een optie tot koop bedong. Deze huurperiode werd in september 2020 al afgebroken, waarna hij transfervrij naar het Portugese CD Santa Clara vertrok. Hij miste het grootste deel van het seizoen 2020/21 door een blessure, maar groeide het seizoen erna uit tot een vaste waarde. In de winterstop van het seizoen 2022/23 werd González verkocht aan het Russische FK Chimki. Nadat deze club uit de Premjer-Liga degradeerde, werd hij verhuurd aan het Portugese Torreense.

### Statistieken
| Seizoen                  | Club                 | Land           | Competitie         | Competitie | Competitie | Beker | Beker | Internationaal | Internationaal | Totaal | Totaal |
| Seizoen                  | Club                 | Land           | Competitie         | Wed.       | Dlp.       | Wed.  | Dlp.  | Wed.           | Dlp.           | Wed.   | Dlp.   |
| ------------------------ | -------------------- | -------------- | ------------------ | ---------- | ---------- | ----- | ----- | -------------- | -------------- | ------ | ------ |
| 2014/15                  | Danubio FC           | Uruguay        | Primera División   | 9          | 0          | 0     | 0     | 4              | 0              | 13     | 0      |
| 2015/16                  | Danubio FC           | Uruguay        | Primera División   | 22         | 0          | 0     | 0     | 0              | 0              | 22     | 0      |
| 2016/17                  | Sevilla FC           | Spanje         | Primera División   | 0          | 0          | 0     | 0     | 0              | 0              | 0      | 0      |
| 2016/17                  | Sevilla Atlético     | Spanje         | Segunda División A | 17         | 1          | 0     | 0     | 0              | 0              | 17     | 1      |
| 2017/18                  | Sevilla Atlético     | Spanje         | Segunda División A | 14         | 1          | 0     | 0     | 0              | 0              | 14     | 1      |
| 2018/19                  | → FC Twente          | Nederland      | Eerste divisie     | 33         | 0          | 2     | 0     | 0              | 0              | 35     | 0      |
| 2019/20                  | → CD Mirandés        | Spanje         | Segunda A          | 10         | 0          | 2     | 1     | 0              | 0              | 12     | 1      |
| 2019/20                  | → CA Rosario Central | Argentinië     | Primera División   | 2          | 1          | 0     | 0     | 0              | 0              | 2      | 1      |
| 2020/21                  | CD Santa Clara       | Portugal       | Primeira Liga      | 2          | 0          | 0     | 0     | 0              | 0              | 2      | 0      |
| 2021/22                  | CD Santa Clara       | Portugal       | Primeira Liga      | 20         | 0          | 3     | 0     | 0              | 0              | 23     | 0      |
| 2022/23                  | CD Santa Clara       | Portugal       | Primeira Liga      | 13         | 1          | 2     | 0     | 0              | 0              | 15     | 1      |
| 2022/23                  | FK Chimki            | Rusland        | Premjer-Liga       | 6          | 0          | 0     | 0     | 0              | 0              | 6      | 0      |
| 2023/24                  | FK Chimki            | Rusland        | Eerste liga        | 1          | 0          | 0     | 0     | 0              | 0              | 1      | 0      |
| 2023/24                  | → SCU Torreense      | Portugal       | Liga Portugal 2    | 10         | 1          | 2     | 1     | 0              | 0              | 12     | 2      |
| Carrièretotaal           | Carrièretotaal       | Carrièretotaal | Carrièretotaal     | 159        | 5          | 11    | 2     | 4              | 0              | 174    | 7      |
| Bijgewerkt op 7 mei 2024 |                      |                |                    |            |            |       |       |                |                |        |        |

## Erelijst
| Eerste divisie | 1 | 2018/19 |